# July 13, 2007 Aarhus, Denmark Vestereng
Albums de Metallica
Some Kind Of Monster (EP)
(2004) Death Magnetic
(2008)
July 13, 2007 Aarhus, Denmark Vestereng est un album Live digital du groupe de thrash metal Metallica qui a été enregistré à Aarhus au Danemark le 13 juillet 2007 . L’album a été publié et est toujours disponible en téléchargement légal et gratuit au format mp3 sur le site livemetallica.com et contient dix titres du concert. Le concert devait à l’origine être proposé intégralement et payant sur le même site mais un problème technique survenu lors de l’enregistrement n’a permis de garder que dix titres, que le groupe a choisi de mettre gratuitement à disposition.

## Liste des titres
1. Fade to Black (8:30)
2. Master Of Puppets (8:35)
3. Battery (5:48)
4. Sad but True (5:56)
5. Kirk Doodle (1:34)
6. Nothing Else Matters (5:44)
7. One (8:33)
8. Enter Sandman (6:32)
9. Whiplash (7:03)
10. Seek And Destroy (9:51)